# نجد الماجل (حبيل جبر)

تعديل مصدري - تعديل

نجد الماجل هي إحدى قرى عزلة حبيل جبر بمديرية حبيل جبر التابعة لمحافظة لحج، بلغ تعداد سكانها 35 نسمة حسب تعداد اليمن لعام 2004.